# Tropidina
Tropidina é uma subtribo de coleópteros da tribo Ibidionini (Cerambycinae), que compreende 157 espécies, em 14 gêneros.

## Gêneros
- Alcyopis
- Diasporidion
- Gnomibidion
- Homaloidion
- Megapedion
- Minibidion
- Neotropidion
- Opacibidion
- Perissomerus
- Phocibidion
- Psiloibidion
- Smaragdion
- Thoracibidion
- Tropidion